# Entrada Dixon

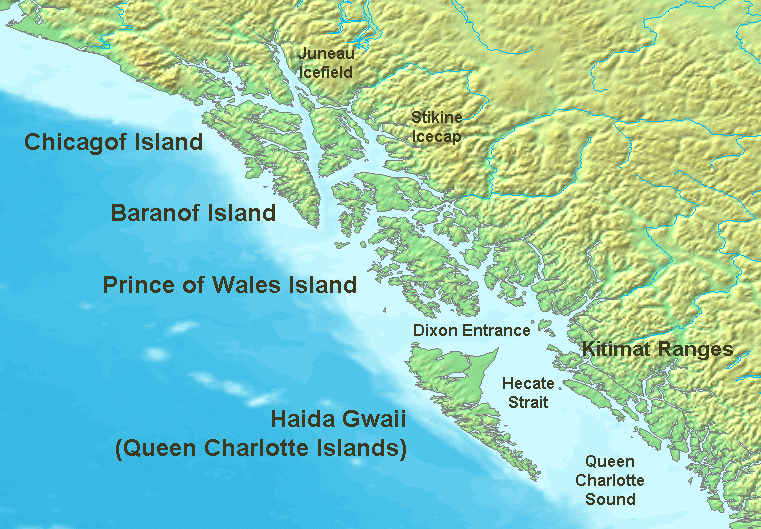
As ilhas e principais estreitos e passagens da costa noroeste da América do Norte

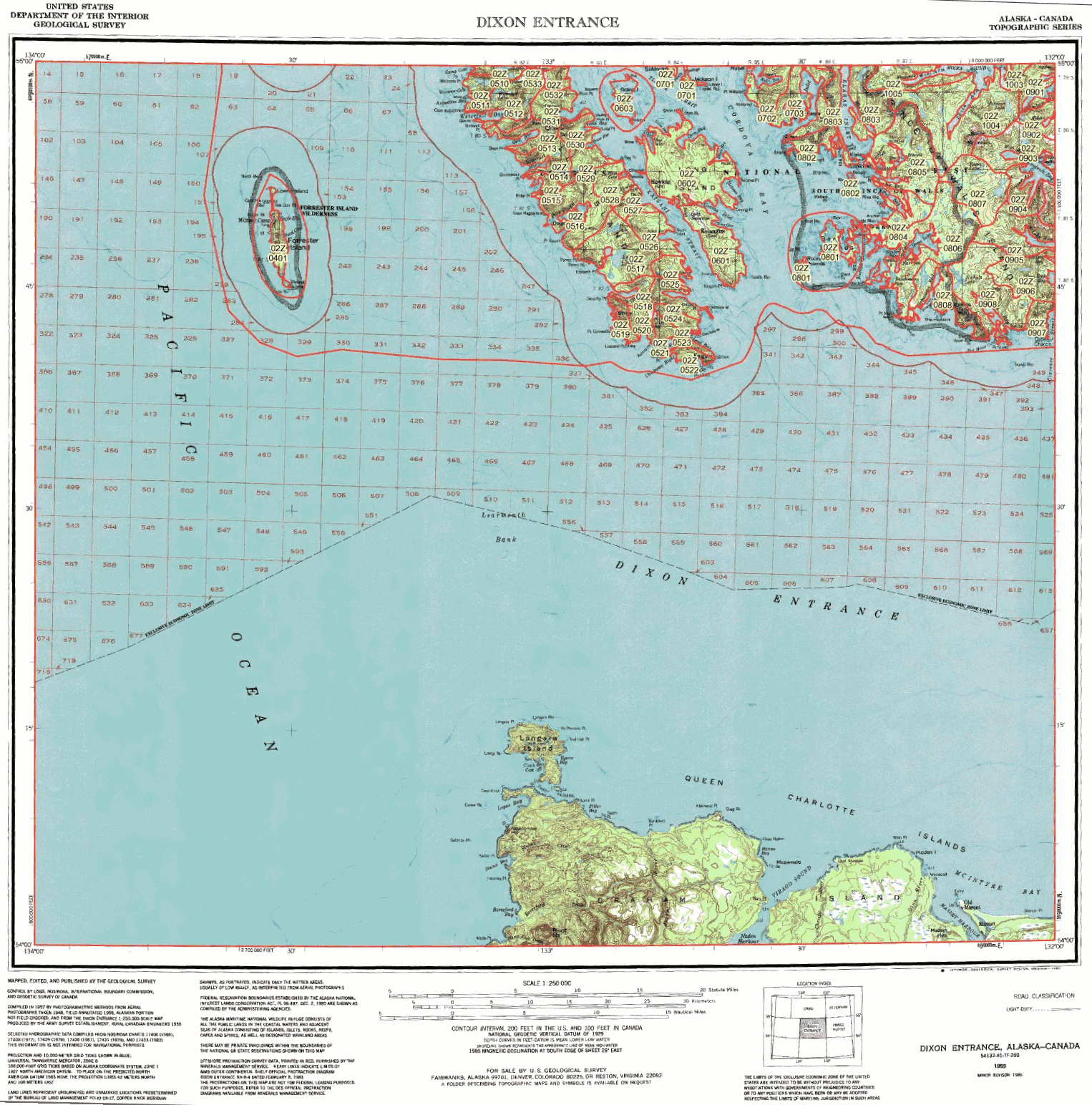
Mapa da entrada Dixon mostrando a fronteira actualmente reclamada pelos Estados Unidos

A entrada Dixon (em inglês:  Dixon Entrance, em francês:  Entrée Dixon) é um estreito de cerca de 80 km de comprimento ao longo da costa do Pacífico no noroeste da América do Norte. Marca a fronteira internacional entre o Alasca (Estados Unidos) e a Colúmbia Britânica (Canadá).
Fica entre as ilhas Alexandre e o estreito de Clarence (Clarence strait) no Alasca a norte, e as ilhas da Rainha Carlota e o estreito de Hecate na Colúmbia Britânica.
A entrada Dixon faz parte da Passagem Interior (Inside Passage). Uma parte da zona fronteiriça da entrada é disputada entre os Estados Unidos da América e o Canadá.
A entrada Dixon recebeu o nome do capitão George Dixon que explorou a região em 1787. O nome na língua dos Haida é Seegaay.
As ilhas da Rainha Carlota, a sul, eram a terra da nação ameríndia Haida. A norte, a ilha do Príncipe de Gales, do Arquipélago Alexandre era igualmente povoada por um ramo da nação Haida conhecido pelo nome de Kaigani Haïdan.
A entrada Dixon foi dada como território do Canadá pelo 1903 Alaska Boundary Award, que estabeleceu a Linha A-B 54°40'N que é a fronteira marítima entre Canadá e Estados Unidos. No entanto, diferendos territoriais subsistem porque os EUA não reconhecem a Linha A-B no que respeita aos recursos do subsolo marinho ou aos direitos de pesca e não fazem surgir a fronteira estabelecida pelo tratado nos seus próprios mapas.
A toponímia "Dixon Entrance" deve o seu nome ao estudioso britânico Joseph Banks, que assim a designou em memória do capitão George Dixon que tinha explorado a área em 1787.